# Hilaire Mbakop
Hilaire Mbakop (* 28. Februar 1973 in Bangangté, Kamerun) muttersprachlich Bamileke ist ein Literaturwissenschaftler und Schriftsteller. Er veröffentlicht seine Werke auf Deutsch und Französisch. In seiner Muttersprache (er spricht Medumba, eine Bamiliké-Sprache) kann er nicht schreiben, weil in der Zeit, als er zur Schule ging, noch keine Schrift für seine Sprache gelehrt wurde.
In seinem literarischen Werk verarbeitet er zum einen seine interkulturellen Erfahrungen (z. B. Les étrangers noirs africains), zum anderen übt er Sozialkritik und greift politische Missstände an (z. B. Mambés Heimat, Das zerstörte Dorf).

## Leben
Nach dem Abitur in Bangangté studierte er ab 1992 Germanistik und Geschichte an der Universität Yaoundé I und absolvierte parallel die Lehrerausbildung an der Yaoundé I angegliederten École Normale Supérieure. Für seine Magisterarbeit über Freiheit und Individualität in Goethes „Götz von Berlichingen“ und „Egmont“ forschte er an der Johann Wolfgang Goethe-Universität Frankfurt am Main. Nach dem Abschluss seines Studiums in Yaoundé kehrte er nach Frankfurt zurück und promovierte 2003 mit einer Arbeit über die politischen Schriften von Heinrich Mann und André Gide.
Danach nahm er eine berufliche Tätigkeit als Sprachlehrer und gründete 2017 das Friedrich-Schiller-Sprachinstitut in Kamerun. Außerdem arbeitete als Literaturwissenschaftler in der Lehre an der Universität Yaoundé I.
2007 erschien Mambés Heimat, sein erstes literarisches Werk. 2009 gründete er den Verein Deutschsprachiger Schriftsteller Afrikanischer Herkunft e.V. Nach einer Zeit als freier Schriftsteller, in der er mehrere Romane und Dramen veröffentlichte und auch publizistisch tätig war, kam er 2019 nach Deutschland und arbeitete von März 2019 bis Juli 2021 an der Klassik Stiftung Weimar. Seit August 2021 ist er als Sprachlehrer für Deutsch, Französisch und Englisch tätig, seit 2022 an der Sankt Mauritius-Sekundarschule in Halle (Saale).

## Werke
- Mambés Heimat (Roman, 2007)[6][7][8]
- Holzfeuermärchen (2010)[9][10]
- Das zerstörte Dorf (soziales Drama, 2010)[11][12]
- Mon enfance et ma jeunesse (Autobiografie), 2010[13]
- La mort d’un handicapé (Roman, 2010)[14]
- Les étrangers noirs africains (Roman, 2011)[1][15]

Ngouonko, ein schwarzafrikanischer Student, landet zum ersten Mal in Deutschland. Bereits zu Beginn seines Aufenthalts beschwerte er sich über die niedrige Temperatur. Mit der Zeit lernte der junge Germanist diese Gesellschaft besser kennen. Er entdeckt insbesondere die Existenzbedingungen der dort lebenden Schwarzafrikaner: Sie sind Rassismus und Gewalt ausgesetzt. Der Protagonist, der sich gegen die ungerechten Handlungen auflehnt, denen sie zum Opfer fallen, wird während seines Aufenthalts in einem Land, das schlechte Gewohnheiten noch nicht beseitigt hat, auf eine Reihe von Fallstricken stoßen.
- Das Hexagon und seine Mittäter I (historisches Drama, 2011)[16]
- Das Hexagon und seine Mittäter II (2014)[17]
- Les faces de la vie (Gedichtband, 2014)[18]

## Links
- Homepage von Hilaire Mbakop

| Personendaten    | Personendaten                                             |
| ---------------- | --------------------------------------------------------- |
| NAME             | Mbakop, Hilaire                                           |
| KURZBESCHREIBUNG | kamerunischer Literaturwissenschaftler und Schriftsteller |
| GEBURTSDATUM     | 28. Februar 1973                                          |
| GEBURTSORT       | Bangangté, Kamerun                                        |